# FS ETR 500
Die ETR 500 (von italienisch ElettroTreno Rapido) sind eine Baureihe italienischer Hochgeschwindigkeitszüge, die durch das Konsortium TREVI (Treno Veloce Italiano), bestehend aus Ansaldo, Breda, Fiat Ferroviaria, Tecnomasio Italiano Brown Boveri und Firema Trasporti hergestellt wurden.
Die Züge wurden für den Einsatz auf der ersten italienischen Schnellfahrstrecke Florenz–Rom entworfen. Sie erreichen eine Höchstgeschwindigkeit von 300 km/h und werden von Trenitalia in der Zuggattung Frecciarossa (Roter Pfeil) eingesetzt, welche deren schnellste Züge umfasst. Die ETR-500-Züge führen elf Wagen mit insgesamt 574 Sitzplätzen in vier Wagenklassen. Im Gegensatz zu den meisten Hochgeschwindigkeitseinheiten sind die Triebköpfe und Mittelwagen nicht steifgekuppelt, sondern mit Seitenpuffern und Schraubenkupplungen verbunden.

## Prototypen
In den 1980er Jahren wurden zwei Prototypzüge mit den Namen ETR X 500 und ETR Y 500 gebaut. Die beiden Züge sind seit Jahren auf Freigeländen abgestellt und damit dem Vandalismus preisgegeben. Sie wurden äußerlich durch Graffiti beschmiert und innen teilweise zerstört.

## Erste Serie (ETR 500 Monotensione)
Die auch als „ETR 500 Monotensione ordine 1992“ oder kurz „ETR 500/92“ (für das Jahr der Bestellung 1992) bezeichnete erste Serie wurde für das Gleichstromnetz des italienischen Bahnnetzes konstruiert (Monotensione = Einspannung). Die Züge wurden für 300 km/h zugelassen, waren aber im regulären Betrieb wegen der begrenzten Übertragungskapazität der Gleichstromfahrleitung auf 250 km/h begrenzt.
Im Gegensatz zu fast allen anderen Hochgeschwindigkeitszügen wurden die ETR-500-Triebköpfe der ersten Serie mit Scherenstromabnehmern ausgerüstet. Die deutschen ICE- und die französischen TGV-Einheiten verkehrten von Anfang an mit Einholmstromabnehmern.

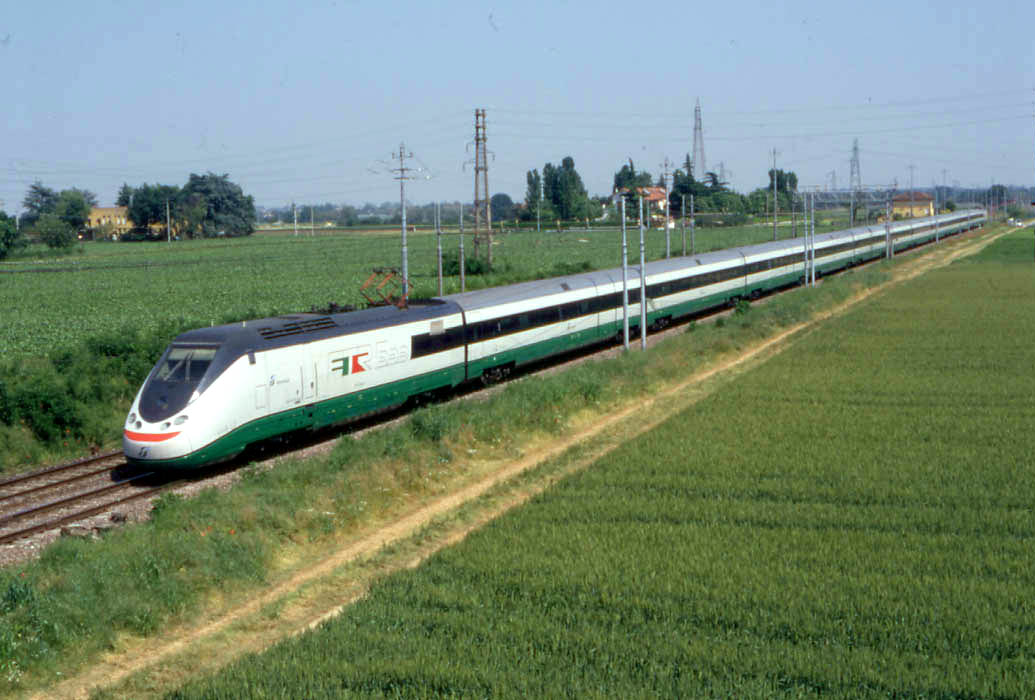
Ein ETR 500 Monotensione in der Nähe von Imola in alter Lackierung „bianco-verde“

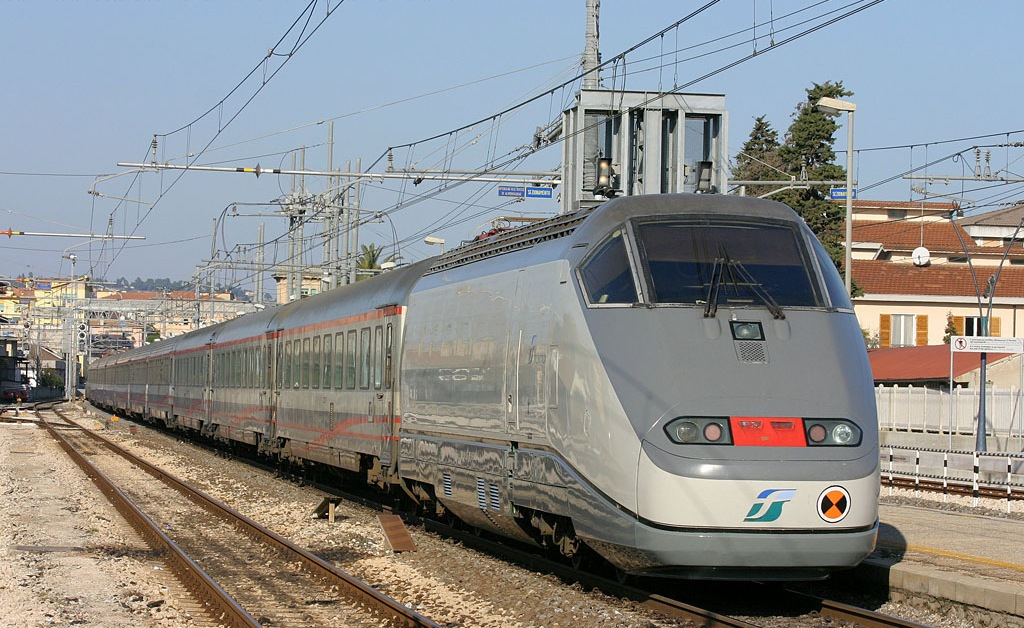
Eine Lokomotive der Reihe E.414 mit IC-Wagen als Frecciabianca

Ein Serien-ETR 500 bestand aus zwei Triebköpfen (E.404 100–159) und zunächst zehn Mittelwagen (einschließlich einem Restaurantwagen), die später auf elf und dann zwölf Mittelwagen aufgestockt wurden.
Das Design wurde durch ein schwarzes Fensterband dominiert, das zwischen den beiden ETR-500-Logos auf den Triebköpfen über die gesamte Zuglänge verlief. Betont wurde die elegant gestreckte Form des Zuges ebenso durch den grünen Fahrwerksbereich und das graue Dach, deren Lackierungen bis in die Zugspitzen reichten. Dieses Farbschema wurde als bianco-verde bezeichnet und anfangs auch an den Zügen der zweiten Serie verwendet. Eine Besonderheit sind Italiens Werbezüge. Im Gegensatz zu anderen Bahngesellschaften, die nur auf einzelnen Lokomotiven oder Zügen des Nahverkehrs Werbung zulassen, gibt es bei der FS auch mit Werbung versehene ETR 500.
Die 60 Triebköpfe der ETR 500 der ersten Serie (Baujahr ab 1992) wurden in den Jahren 2006–2008 durch Bombardier, dem Nachfolger der ursprünglichen Hersteller, grundlegend umgebaut, wonach sie in die neue Baureihe E.414 eingeordnet wurden, Wagenzüge aus normale Reisezugwagen bespannen und als InterCity mit 200 km/h eingesetzt werden (Reihung: Triebkopf – IC-Wagen – Triebkopf oder Triebkopf – IC-Wagen – IC-Steuerwagen). Die Zwischenwagen der ersten Serie wurden ebenfalls erneuert und mit neugelieferten Triebköpfen der zweiten Tranche der zweiten Serie gekuppelt.

## Zweite Serie (ETR 500 Politensione)
Aufgrund der Oberstrombegrenzung des Gleichstromnetzes konnten die Hochgeschwindigkeitszüge nur bei Geschwindigkeiten bis zu 250 km/h ausreichend mit Energie versorgt werden. Deshalb entschieden sich die italienische Staatsbahnen in den 1990er Jahren, weitere Neubau-Schnellfahrstrecken mit Wechselstrom mit einer Spannung von 25 kV mit 50 Hz zu elektrifizieren.
Da die erste Serie der ETR 500 nur für das Gleichstromnetz geeignet war, wurde ab 1996 eine zweite Serie ETR 500 bestellt und geliefert, die sowohl im Gleichstrom- als auch im Wechselstromnetz eingesetzt werden kann. Die Zwei- oder Dreisystem-Fahrzeuge werden Politensione (deutsch: Mehrfachspannung) genannt.
Die zulässige Höchstgeschwindigkeit der ETR 500 der zweiten Serie von 300 km/h wird auf den neueren, mit Wechselstrom elektrifizierten Schnellfahrstrecken Italiens erreicht, die mit Gleichspannung elektrifizierte „Direttissima“ wird mit 250 km/h befahren.
Im Gegensatz zur ersten Serie werden bei der zweiten Serie ebenso wie bei den Prototypzügen Einholmstromabnehmer verwendet. Die Triebköpfe verfügen jeweils über einen Stromabnehmer für Gleich- und für Wechselspannung. Äußerlich unterscheiden sich die beiden Bauserien durch starke Unterschiede des „Gesichts“. Die Front der zweiten Serie wurde aufgelockert und rundlicher gestaltet, besonders betont durch die getrennt angeordneten Spitzensignale, während die Frontscheiben kleiner und rechteckig ausgeführt wurden.
Die Züge verkehrten zuerst mit elf Mittelwagen, doch bis 2004 wurden alle mit einem zusätzlichen Mittelwagen verstärkt, davon ein Restaurantwagen.
Die zweite Serie der ETR 500 P wurde in mehreren Tranchen geliefert:
- ETR 500 P ord. ’96 (Zugeinheiten 31 bis 60 mit Triebköpfen E.404 500–559): vollständiger Neubau, 2000 bis 2005.
- ETR 500 P ord. ’02 (Zugeinheiten 1 bis 30 mit Triebköpfen E.404 600–659): Neue Triebköpfe, gekuppelt mit aufgearbeiteten Mittelwagen der ersten Serie (ETR 500 Monotensione), 2005 bis 2007.
- Triebköpfe E.404 660-663: eine Nachbestellung der zweiten Tranche, zum Ersatz der vier an die Rete Ferroviaria Italiana (RFI) verkauften Triebköpfe (siehe nächster Abschnitt), 2007 bis 2008.

## Varianten
ETR 500 F

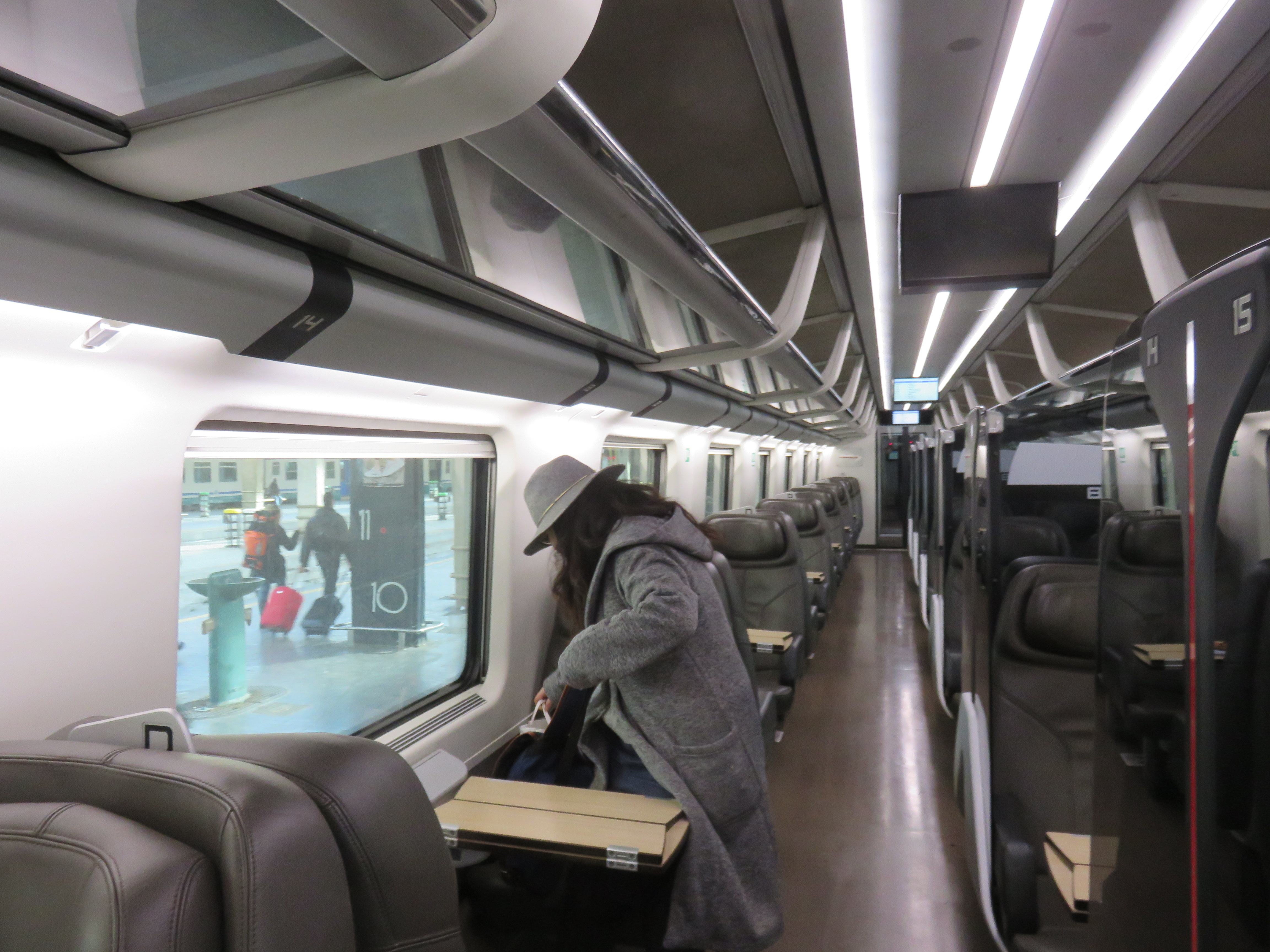
Business Class

Für den Einsatz in Frankreich umgebaute Zugeinheiten (F für Francia = Frankreich). Diese Einheiten waren dreisystemfähig, denn sie wurden zusätzlich für den Betrieb auf dem Bestandsnetz in Südfrankreich mit Gleichspannung von 1,5 kV ertüchtigt. Diese Zugeinheiten hatten nur acht Mittelwagen: drei erster Klasse, ein Speisewagen und vier zweiter Klasse. Mehrere Züge, darunter Einheiten 39, 54, 58 und 60 wurden umgebaut und zwischen 2001 und 2005 bei Test- und Zulassungsfahrten auf der LGV Nord in Frankreich eingesetzt. Eine Zulassung für Frankreich wurde jedoch nicht erteilt. Die Züge wurden daher nie im planmäßigen grenzüberschreitenden Verkehr eingesetzt. Die Triebköpfe und Mittelwagen wurden ab 2006 zu normalen P-Einheiten zurückgebaut.
ETR 500 Y
Zwei Versuchszüge für die Infrastrukturgesellschaft RFI, gebildet aus neuen Triebköpfen der zweiten Serie: Y1 (Triebköpfe E.404 649, 652) und Y2 (mit Triebköpfen E.404 648, 621) und Mittelwagen der alten Y500-Prototypen. Die Einheit Y1 hatte acht, die Einheit Y2 dagegen 2008 nur drei Mittelwagen. Die Züge wurden für die Inbetriebnahme von Neubaustrecken und für Tests von ERTMS verwendet.
ETR 500 P mit acht Mittelwagen
Bei Eröffnung des Abschnitts Turin–Novara der Schnellfahrstrecke Turin–Mailand im Jahr 2006 wurde die Relation Turin–Mailand mit auf acht Mittelwagen gekürzten ETR-500-P-Einheiten aufgenommen, damit die Züge an die Bahnsteige des Bahnhofs des Flughafens Malpensa passten. Unter diesen Zügen war die Einheit 60 (vormals Teil einer ETR 500 F) in Sonderfarbgebung für die Olympischen Winterspiele 2006.
ETR 500 Mercitalia
Der Bahnfracht-Betreiber Mercitalia übernahm 2018 einen ETR 500, der zum Transport von Paketsendungen umgebaut wurde. Der als Mercitalia Fast bezeichnete Zug konnte die Ladung (Rollcontainer) von 18 LKW aufnehmen und fuhr nachts zwischen dem Mercitalia-Terminal in Maddaloni-Marcianise (Caserta) in der Nähe von Neapel und dem Güterverkehrszentrum Bologna. Aufgrund zu geringer Nachfrage und zu hohen Kosten wurde der Hochgeschwindigkeits-Güterdienst Ende 2022 eingestellt und die Triebköpfe wieder für den Einsatz von Frecciarossa-Zügen von Trenitalia vorgesehen.

### Neue Zuggattung
ETR 500 „AV“
2005 führte Trenitalia für ihre Hochgeschwindigkeitszüge der Zuggattung und Marke Eurostar Italia unter dem Markenzeichen AV (für Alta Velocità = Hochgeschwindigkeit) ein neues Servicekonzept (mitsamt Zuggattung) ein. Dies beinhaltete eine neue Inneneinrichtung, die Züge führen einen modifizierten Business-Class-Wagen mit. Ebenso wurde das Farbschema vom ursprünglichen grün/weiß auf das neue AV-Schema geändert, mit großem „AV“-Logo an den Seiten der Triebköpfe. Das silber/grau/schwarze Design wird als „AV“-Lackierung bezeichnet und wurde in etwas vereinfachter Version auch bei den ETR 485 und den ersten ETR 600 angewendet. An den Fronten tragen alle Triebköpfe eine signalrote Kontrastfläche, die in Form und Größe unterschiedlich ausgeführt ist, weil sie ursprünglich im Farbschema nicht vorgesehen war und die Fronten anfänglich nur grau/weiß/grün (von oben nach unten) gestaltet waren.
In der „AV“-Umbauversion verkehrten die ETR 500 als erste europäische Hochgeschwindigkeitszüge mit ETCS Level 2. Sowohl die Zugeinheiten mit zwölf als auch mit acht Mittelwagen wurden umgebaut. Zu erwähnen ist, dass das parallel eingeführte Streckenkonzept „AV/AC“ (Alta Velocità/Alta Capacità) keine Rückschlüsse auf das verwendete Stromsystem zulässt, da auch die weiterhin mit 3 kV Gleichspannung gespeiste Direttissima Firenze–Roma zu den AV/AC-Strecken zählt. Allerdings erreichen auch die ETR 500 P nur auf den mit 25 kV/50 Hz versorgten Strecken 300 km/h.

### Umklassifizierung
ETR 500 „Frecciarossa“
2008 führte Trenitalia für ihre Hochgeschwindigkeitszügen neue, nach Höchstgeschwindigkeit kategorisierende Markenbezeichnungen ein. Züge mit Höchstgeschwindigkeiten im Bereich von 300 bis 350 km/h werden fortan als Frecciarossa (= Roter Pfeil) bezeichnet. Die Züge erhielten anstelle des AV-Schemas einen neuen Anstrich mit rotem Streifen und der Aufschrift FRECCIAROSSA auf den Triebköpfen.

## Vorkommnisse/Unfälle
Am 24. Oktober 2005 kam ein ETR 500 bei Bari vor einem unterspülten Abschnitt zum Stehen. Die vordere Hälfte des Triebkopfs kam dabei in einem Abschnitt zum Stehen, der bereits vollständig unterspült worden war. Etwa 20 Menschen wurden verletzt.

## Geschwindigkeitsrekorde
- Die Zugeinheit 54 als ETR 500 F mit acht Mittelwagen und den Triebköpfen E.404 500 und 526 erreichte zwischen Lille und Marne-la Vallée in Frankreich am 2. Juni 2005 335 km/h.[15][16]
- Die ETR-500-P-Zugeinheit 31, verkürzt auf acht Mittelwagen, erreichte auf der Schnellfahrstrecke Rom–Neapel am 7. September 2005 348,5 km/h.[17]
- Dieselbe Einheit, wiederum auf acht Mittelwagen verkürzt, erreichte am 5. Oktober 2005 auf dem ersten Abschnitt der Schnellfahrstrecke Turin–Mailand bis Novara 350,8 km/h.[17]
- Der ETR 500 Y2 erreichte am 25. Mai 2006 auf derselben Strecke 352 km/h.[18]
- Diese Einheit erzielte während der Testfahrten zur Inbetriebnahme der Ausbaustrecke Ankara–Eskişehir mit 303 km/h einen neuen nationalen Geschwindigkeitsrekord für die Türkei.[19]
- Der ETR 500 Y1 erreichte am 1. März 2008 auf der Schnellfahrstrecke Mailand–Bologna 355 km/h.[20][21]
- Diese Einheit erreichte am 3. Februar 2009 auf der Schnellfahrstrecke Bologna–Firenze 362 km/h. Die Geschwindigkeit wurde während der Durchfahrt durch den Monte Bibele-Tunnel erreicht und war bis zum 26. Februar 2016 italienischer Geschwindigkeitsrekord.[22][23][24]

## Wagenklassen
2011 führte die Ferrovie dello Stato im Frecciarossa ein Vierklassensystem ein. Die beiden Standard-Wagenklassen wurden durch jeweils eine gehobene, zweite Variante ergänzt. So gibt es seither Executive mit einer Sitzanordnung 1+1 (entsprechend der alten ersten Klasse vor der Klassenreform von 1956), Business mit einer Sitzanordnung 1+2, Premium mit einer Sitzanordnung 2+2 und Standard, ebenfalls mit einer Sitzanordnung 2+2. Die Wagenreihung gibt Trenitalia 2021 an mit:
- Wagen 1: Executive
- Wagen 2–4: Business
- Wagen 5: Business + Bistro
- Wagen 6: Premium
- Wagen 7–11: Standard